# Voetbalkampioenschap van Saale-Elster 1913/14
In 1913/14 werd het tweede voetbalkampioenschap van Saale-Elster gespeeld, dat georganiseerd werd door de Midden-Duitse voetbalbond. 
Hohenzollern Weißenfels werd kampioen en plaatste zich voor de Midden-Duitse eindronde. De club versloeg SC 1903 Weimar met 2-0 en kreeg dan een 0-11 pak rammel van VfB Leipzig. 

## 1. Klasse
| Plaats | Club                       | Wed. | W | G | V | Saldo | Ptn.  |
| ------ | -------------------------- | ---- | - | - | - | ----- | ----- |
| 1.     | FC Hohenzollern Weißenfels | 8    | 6 | 0 | 2 | 25:08 | 12:04 |
| 2.     | Zeitzer BC 1903            | 8    | 5 | 0 | 3 | 21:16 | 10:06 |
| 3.     | Weißenfelser SC 1903       | 8    | 4 | 1 | 3 | 16:19 | 09:07 |
| 4.     | FC Preußen Weißenfels      | 8    | 2 | 1 | 5 | 15:29 | 05:11 |
| 5.     | Naumburger SV Hohenzollern | 8    | 2 | 0 | 6 | 16:21 | 04:12 |

|  | Kampioen, geplaatst voor Midden-Duitse eindronde |
|  | Promotie-Degradatie play-off                     |

Promotie-Degradatie play-off
|               |                            |       |                 |  |
| 29 maart 1914 | Naumburger SV Hohenzollern | 0 – 2 | SpVg 1910 Zeitz |  |
| 29 maart 1914 |                            |       |                 |  |

Na protest van Naumburg werd de wedstrijd herspeeld. 
|              |                 |       |                            |  |
| 5 april 1914 | SpVg 1910 Zeitz | 2 – 3 | Naumburger SV Hohenzollern |  |
| 5 april 1914 |                 |       |                            |  |